# Ingvar Strömdahl
Ingvar Fredrik Strömdahl, född 17 februari 1908 i Danderyds församling, död 9 april 1997 i Kungsholms församling i Stockholm, var en svensk ingenjör och ämbetsman.
Ingvar Strömdahl var son till civilingenjören Hjalmar Strömdahl och Märta Gullander samt bror till arkitekten Arne Strömdahl och farbror till Lena Strömdahl. Strömdahl gick ut från Kungliga Tekniska högskolan 1931 och Statens brandskola 1944. Han var anställd vid Stockholms stads gatukontor 1931–1936, byggnadsinspektör vid Stockholms stads byggnadsnämnd 1936–1939 och chef vid tekniska avdelningen vid Överståthållarämbetets luftskyddsbyrå 1939–1942. Han blev brandingenjör vid Stockholms stads brandkår 1942 och var förste brandingenjör 1945–1954. Strömdahl var riksbrandinspektör och chef för Statens brandinspektion 1954–1966. Vidare var han ledamot i räddningstjänstutredningen, utredningen om brandfarlig film och utredningen om hissar och rulltrappor.
Strömdahl blev teknologie doktor och docent i byggnadsteknik vid Kungliga Tekniska högskolan 1972. Han har skrivit uppsatser rörande skyddsrums- och brandförsvarsfrågor samt 1800-talskrönikan Farfarsfar (1982). Han var även konstnärligt begåvad och som ung målade och fotograferade han liksom sin far. Efter yrkeskarriärens slut gick han på konstskola och hade ett flertal utställningar på äldrecenter. Han var riddare av Nordstjärneorden.
Han var gift med friherrinnan Stina född von Otter (1909–1999), dotter till kammarrådet friherre Casten von Otter och friherrinnan Barbro Leijonhufvud. De fick barnen Jan (född 1937), Ulla (född 1938), Carin (född 1941) och filmaren Erik Strömdahl (född 1945). Makarna Strömdahl är begravda på Lidingö kyrkogård.